# Vizianagram
Per la ciutat de Vizianagram o Vizianagaram, vegeu: Vizianagaram; pel districte vegeu districte de Vizianagaram
Vizianagram fou un dels principals estats tributaris protegits del tipus zamindari a la presidència de Madras, districte de Vizagapatam ocupant bona part del districte amb els tahsils de Vizianagram, Bimlipatam i Srungavarappukota i parts de Palkonda, Gajapatinagaram, Chipurupalle, Vizagapatam, Anakapalle, Viravilli, Golgonda i Sarvasiddhi. La capital és la ciutat del mateix nom, modernament Vizianagaram.
La família governant diu ser descendent de Madhavavarma, que va dirigir una colònia rajput al riu Kistna vers el 591 i els descendents del qual van exercir importants posicions a la cort de Golconda al segle XVI i XVII. El 1652 un dels descendents, Pusapati Madhavavarma, va dominar a Vizagapatam, on aquest i els successors fins a Viziarama Raz, l'amic del francès Bussy, gradualment van estendre el domini agregant un territori darrer l'altra fins a esdevenir la família més poderosa dels Circars Septentrionals. Pedda Viziarama Raz (així anomenat per distingir-lo del seu net mort el 1794) va pujar al tron vers el 1710 i el 1712 va traslladar la seva capital de Potnur a Vizianagram, que va batejar amb el seu propi nom. Durant uns anys es va ocupar en construir una gran fortalesa allí i gradualment va estendre els seus dominis. El 1754 va formar aliança amb Jafar Ali Khan, fawjdar de Chicacole, aliança que va abandonar per la més profitosa amb els francesos manats per Bussy amb ajut del qual va poder, el 1757, eliminar el seu enemic hereditari, el raja zamindar de Bobbili ocupant la seva capital. El seu triomf fou efímer, ja que tres dies després d'entrar a Bobbili fou assassinat a la seva tenda per partidaris del zamindar enderrocat. El va succeir Ananda Raz, va capgirar la política paterna i va anar a Vizagapatam, en aquest moment en mans d'una guarnició francesa, i la va ocupar, cedint-la als britànics (1758). Quan va arribar la columna del coronel Forde que venia de Bengala per lluitar contra els francesos, Ananda Raz el va acompanyar en la seva victoriosa marxa per Rajahmundry i Masulipatam. Va morir a la tornada i fou succeït per un menor d'edat que havia adoptat, Viziarama Raz, que per molts anys va estar controlat pel seu germanastre Sita Ram Raz, llest i sense escrúpols i de caràcter comprensiu, que va exercir com a diwan. El 1761 Sita Ram va atacar Parlakimedi, derrotant les forces del sobirà local aliat als marathes prop de Chicacole i va adquirir una considerable extensió de territori. La guerra es va traslladar al sud cap a Rajahmundry amb resultats similars; a més del territori directament governat per la dinastia local (anomenada pusapati o dels pusapatis), altres estats es reconeixien feudataris: Jeypore, Palkonda i 15 zamindaris més.
Sita Ram va demostrar ser un governant excel·lent, pagant sempre el peshkash a la Companyia Britànica de les Índies Orientals (que era de 3 lakhs) amb puntualitat i restant sempre lleial el que li va valer l'ajut dels britànics per la repressió dels feudataris rebels o turbulents i l'adquisició d'un gran prestigi dinàstic. L'autoritat absoluta de Sita Ram molestava al seu germanastre el raja i a molts caps, que van fer diverses crides per la seva substitució per un altre diwan. Però Sita Ram posseïa molta influència tant als Circars com a Madras i va resistir la seva deposició. El 1784 l'estat tenia un exèrcit de 12.000 homes (incloent feudataris) que fou considerat perillós per la Companyia i la situació fou aprofitada per destituir a Sita Ram però aquest tornà al govern el 1790 i foren necessàries diverses destitucions al govern de Madras i certes acusacions de corrupció per aconseguir la seva retirada. El 1793 fou cridat a Madras i després desaparegué de la història i l'estat va començar a estar mal administrat; els deutes del peshkash no es van pagar.
Viziarama Raz va ser incapaç de pagar el peshkash corresponent i l'endarrerit i el 1794 l'estat fou segrestat i el raja deportat a Masulipatam amb una pensió. Va deixar la seva capital però poc després es va aturar a Padmanahham on se li van unir 4000 partidaris i es van declarar rebels sense acceptar les ordes i ni tant sol voler negociar. El 10 de juliol de 1794 el coronel Prendergast el va atacar i derrotar i el raja i la major part dels que l'acompanyaven van morir lluitant heroicament abans de rendir-se. El fill menor Narayana Kahu va fugir amb els zamindars de la muntanya que acceptaven protegir-lo i els britànics van decidir aturar la revolta amb mesures polítiques; a canvi de la seva rendició l'estat fou restaurat però amb unes mesures molt més reduïdes; els zamindars de la muntanya van passar a dependre directament del govern britànic i ja no més de Vizianagram; una part del territori fou absorbit com a terres del govern; un peshkash de 6 lakhs es va imposar a la resta del zamindari i el 1802 es va fixar l'organització permanent i aleshores el zamindari estava format per 24 parganes i 1.157 pobles i la peshkash es va abaixar a 5 lakhs. Narayana Babu va morir a Benarés el 1845 endeutat després de deixar el seu estat a càrrec del govern britànic la meitat dels seus anys de govern. El va succeir Viziarama Gajapati Raz, que va seguir la mateixa política per 7 anys, però el 1852 va agafar l'administració; l'estat llavors havia recuperat la prosperitat i tenia un superàvit de 2 lakhs. Viziarama Raz i el seu fill i successor Ananda Raz va dilapidar aquestos beneficis i van tornar als deutes. No obstant els dos foren membres el consell del virrei i van rebre alts honors, i Viziarama Raz va ser nomenat maharajà el 1864 i després el seu fill va obtenir el mateix títol el 1881. Ananda va morir el 1897, i el va heretar Raja Pusapati Viziarama Gajapati Raz, menor d'edat; l'estat fou posat sota administració d'un col·lector; va arribar a la majoria el 1904; mort l'11 de setembre de 1922 el va succeir el seu fill Alaka Narayana, de 20 anys, mort el 25 d'octubre de 1937. El seu fill menor Viziarama va pujar al tron sota control de la cort de Wards fins al 1945. El zamindari va passar a l'estat el 1953.

## Llista de rages i maharajas
- Pusapati Pedda VIJAYARAMA I GAJAPATHI Raju vers 1710-1757
- Pusapati ANANDA GAJAPATHI Raju 1757-?
- Pusapati Chinna VIJAYARAMA II Raju 1760-1794
- Raja Pusapati NARAYANA BABU GAJAPATHI Raju 1794-1845
- Maharaja Mirza Pusapati Sir VIJAYARAMA III GAJAPATHI Raju Bahadur 1845-1879
- Maharaja Sahib Pusapati Sir ANANDA GAJAPATHI Raju Manea Sultan Bahadur 1879-1897
- Maharaja Sahib Pusapati Chittibabu VIJAYARAMA IV GAJAPATHI Raju Manea Sultan Bahadur 1897-1922
- Maharaja Sahib Pusapati Sir ALAKA NARAYANA GAJAPATI Raju Manea Sultan Bahadur 1922-1937
- Court of Wards 1937-1945
- Maharaja Sahib Pusapati VIJAYARAMA V GAJAPATHI Raju Manea Sultan Bahadur 1945-1953 (+1995)